# Râul Ocoliș
Râul Ocoliș este un curs de apă, afluent al râului Arieș în aval de localitatea Ocoliș. 

## Hărți
- Harta Munții Apuseni
- Harta Județul Alba

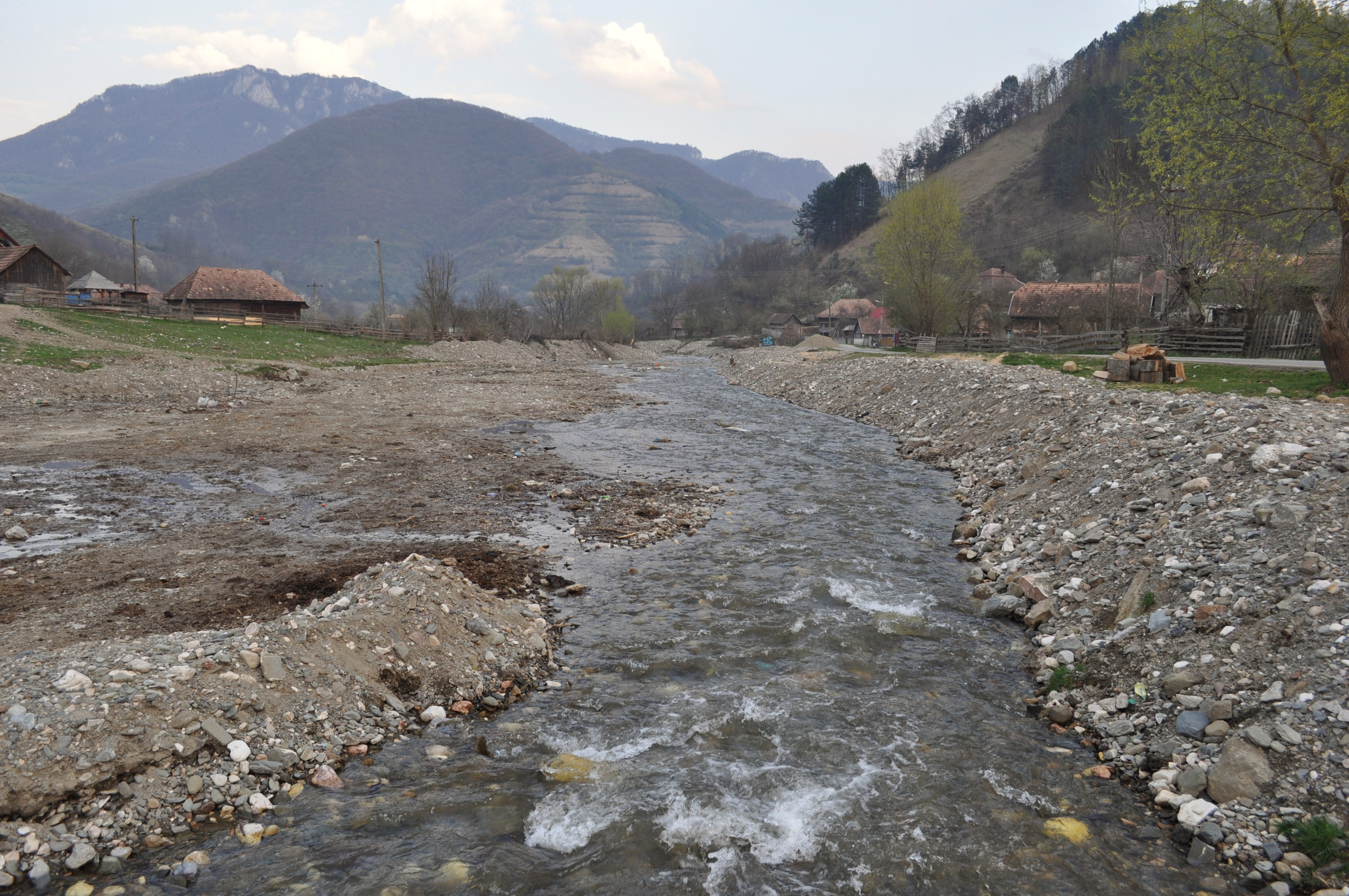
Râul Ocoliș la ieșirea din satul cu același nume